# Bryn Mawr-Skyway
Bryn Mawr-Skyway é uma Região censo-designada localizada no estado norte-americano de Washington, no Condado de King.

## Demografia
Segundo o censo norte-americano de 2000, a sua população era de 13.977 habitantes.

## Geografia
De acordo com o United States Census Bureau tem uma área de 8,6 km², dos quais 8,2 km² cobertos por terra e 0,4 km² cobertos por água.

## Localidades na vizinhança
O diagrama seguinte representa as localidades num raio de 8 km ao redor de Bryn Mawr-Skyway. 